# Acontia capocacciae
Acontia capocacciae is een vlinder van de familie van de uilen (Noctuidae). De wetenschappelijke naam van deze soort is voor het eerst voorgesteld als Cardiosace capocacciae door Emilio Berio in een publicatie uit 1987.
De soort komt voor in Kenia.